# Томас Бејз
Томас Бајес (енгл. Thomas Bayes)[a], рођен око 1701. у Лондону, био је енглески математичар. По њему је названо бајесово правило које је од великог значаја у вероватноћи.